# Strojniś nadobny
Strojniś nadobny (Philaeus chrysops) - gatunek średniej wielkości pająka z rodziny skakunowatych (Salticidae).

## Opis
Jeden z największych przedstawicieli skakunowatych w Polsce; samce, o czarnym głowotułowiu i ceglastoczerwonym odwłoku z czarnym wzdłużnym pasem, osiągają 8 mm długości, zaś szaro-brązowe samice nawet 12 mm.

## Siedliska
Strojniś nadobny jest gatunkiem wyjątkowo ciepłolubnym, stąd częściej spotykany jest na południu Europy; w Polsce zanotowany tylko w kilkunastu stanowiskach, głównie na południu kraju. Występuje na nasłonecznionych murawach o rzadkiej roślinności, najczęściej położonych na stokach o południowej ekspozycji.

## Pożywienie
Żywi się niewielkimi bezkręgowcami, na które poluje - jak inni przedstawiciele skakunowatych - długimi skokami. W polowaniu pająkom tym pomaga bardzo dobry wzrok, dorównujący sprawnością wzrokowi człowieka.

## Ochrona
W Polsce podlega ścisłej ochronie gatunkowej.